# Lurnfeld
Lurnfeld è un comune austriaco di 2 575 abitanti nel distretto di Spittal an der Drau, in Carinzia; ha lo status di comune mercato (Marktgemeinde). È stato istituito nel 1973 con la fusione dei comuni soppressi di Möllbrücke, Pusarnitz e Sachsenburg (quest'ultimo tornato autonomo nel 1992); capoluogo comunale è Möllbrücke.
Il territorio comunale, che si trova nei pressi del fiume Drava, era già popolato in epoca romana, lungo la "Vallis Lurna". Nel Medioevo fu il capoluogo dei conti di Lurngau, che risiedevano nel castello di Honenburg; il primo conte di Gorizia Mainardo I, fu anche conte di Lurngau.

## Amministrazione

### Gemellaggi
- Mariano del Friuli